# Escuela de Derecho de la Universidad de Nueva York
La Escuela de Derecho de la Universidad de Nueva York (New York University School of Law o Law NYU en idioma inglés) es la escuela de Derecho de la Universidad de Nueva York en Manhattan. Fundada en 1835, es la escuela de derecho más antigua de la ciudad de Nueva York. La escuela ofrece J.D., LL.M., y J.S.D. licenciados en derecho, y está situado en Greenwich Village, en el centro de Manhattan.